# ジョエル・ハベナー
ジョエル・フランシス・ハベナー（Joel Francis Habener、1937年6月29日 - ）は、アメリカ合衆国の医学者、医師。ハーバード大学医学大学院教授。主な業績はグルカゴン様ペプチド-1（GLP-1）アナログの発見と創薬への応用。
インディアナ州インディアナポリス出身。1965年にカリフォルニア大学ロサンゼルス校からMDを取得、ジョンズ・ホプキンズ病院に勤務し、1967年からアメリカ国立衛生研究所に外科医、内分泌学の研究者として所属した。1971年にハーバード大学医学部講師となり、1989年に教授に就任した。1976年からはマサチューセッツ総合病院でも所長として勤務した。1976年から2006年までハワード・ヒューズ医学研究所でも研究を行った。

## 受賞歴
- 2020年 - ウォーレン・アルパート財団賞
- 2021年 - ガードナー国際賞
- 2024年 - アストゥリアス皇太子賞学術・技術研究部門、唐奨、ラスカー・ドゥベーキー臨床医学研究賞
- 2025年 - 生命科学ブレイクスルー賞、ウォーレン賞

## 参照
- Joel F. Habener, MD
- Joel Habener, M.D.